# Albert Oldman

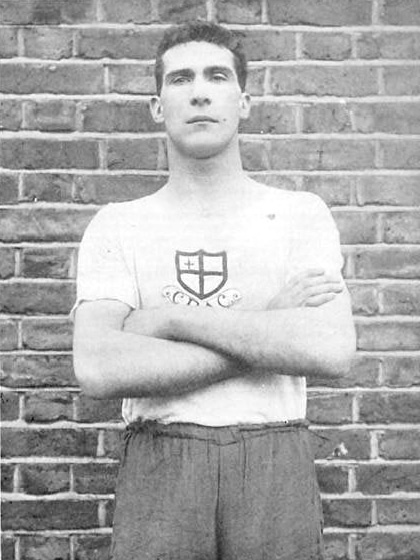
Albert Oldman

Albert Oldman (* 18. November 1883 in Mile End; † 15. Januar 1961 in Upminster) war ein britischer Boxer.
Bei den Olympischen Spielen 1908 nahm er im Schwergewichtswettbewerb teil. Er dominierte seine Konkurrenz: Den ersten Kampf gewann er nach K. o. in der ersten Minute. Nachdem er im Halbfinale von einem Freilos profitieren konnte, trat er im Finale auf seinen Landsmann Sydney Evans. Diesen schlug er nach nur zwei Minuten ebenfalls K. o.
Oldman diente bei den Royal Horse Guards und wurde später Polizist bei der City of London Police. 1910 wanderte er nach Ceylon, dem heutigen Sri Lanka, aus und arbeitete dort ebenfalls für die Polizei.